# Moody Air Force Base
Moody Air Force Base est une base de l'United States Air Force située dans le nord de l'État de Géorgie près de la ville de Valdosta.
En 2007, la base héberge le 23d Wing de l'Air Combat Command, le 479th Flying Training Group de l'Air Education and Training Command et le 820th Security Forces Group de l'Air Combat Command.